# Cymbidium concinnum
Cymbidium concinnum је врста орхидеја из рода Cymbidium и породице Orchidaceae Природни аерал ове врсте је Кина (покраина западни Јунан). Нису наведене подврсте у бази Catalogue of Life.